# Anterior simple de l'Indicatiu (català)
L'Anterior Simple (temps enrere pretèrit anterior simple) en català és un temps verbal utilitzat per expressar accions passades a altres accions també passades. És d'ús poc corrent i considerat un temps propi de la narració literària o de descripcions enciclopèdiques. Això li dona un caire erudit o, si més no, un grau de formalitat més elevat que de costum. Aquesta forma de procedir és pròpia del català atès que la resta de llengües neollatines -llevat del portuguès- no posseeixen cap equivalent.
Per al mateix ús de l'Anterior Simple es prefereix, en efecte, el perifràstic de l'Indicatiu. Tot i això, cal remarcar que en la variant dialectal valenciana del català, és comú utilitzar l'anterior simple en comptes del perifràstic, fet que atorgar a aquest temps verbal menys formalitat i simplicitat en el seu context.

## Valors
L'Anterior Simple és el temps compost del Passat Simple de l'Indicatiu. És a dir, fa la funció d'expressar el passat d'una acció passada, però immediata en el temps, a una altra també passada.
Quan hagué terminat de parlar, decidí marxar.
En tant que temps compost del Passat Simple, l'Anterior Simple hereta les mateixes pràctiques d'usatges que el Passat Simple. Per tant, si el Passat Simple ha deixat d'utilitzar-se completament per a ser substituït pel Passat Perifràstic, l'Anterior Simple tampoc es fa servir a favor de l'Anterior Perifràstic. Això vol dir que l'Anterior Perifràstic i l'Anterior Simple tenen tots dos el mateix valor.
"quan hagué terminat de parlar, decidí marxar." o "quan va haver terminat de parlar, va decidir marxar."
L'ús de l'un o de l'altre segueix els mateixos costums que el Passat Simple i el Passat Perifràstic. Dit d'una altra manera, a la pràctica, és a dir, en llengua parlada, l'Anterior Simple no s'utilitza i es dona com a mort. El seu ús queda reglat a narracions literàries o a descripcions enciclopèdiques. Això li dona un caràcter erudit i per aquest motiu s'acostuma a reservar per al camp de la poesia, etc.
Cal vigilar, però, amb no barrejar les dues formes del passat. No és correcte utilitzar l'Anterior Simple i Perifràstic en una mateixa frase i, fins i tot, en un mateix text.
El Consell de Govern hagué aprovat el pressupost, un cop es van rebutjar les esmenes presentades (incorrecte)
El Consell de Govern hagué aprovat el pressupost, un cop es rebutjaren les esmenes presentades (correcte)
El Consell de Govern va haver aprovat el pressupost, un cop es van rebutjar les esmenes presentades (correcte)
En l'àmbit lingüístic català, o sigui, en els territoris de parla catalana, majoritàriament, es fa servir el perifràstic en lloc de l'anterior simple, però, en canvi, en territori valencià, és d'ús comú emprar l'anterior simple en comptes del perifràstic, en tots els contexts, és a dir, parlats i escrits, formals o informals. No debades, fins i tot en aquests casos, el perifràstic ha pres cada volta més rellevància i avui es tendeix a abandonar.

## Formació

### Els verbs regulars
La construcció regular de l'Anterior Simple de l'Indicatiu és fa amb l'ajut del verb "haver" que s'utilitza com a auxiliar. És a dir, és un verb "ajuda" que ens permet construir el valor que posseeix l'Anterior Simple. D'aquesta manera, es conjuga en primer lloc el verb haver en Passat Simple. Tot seguit, s'afegeix a aquesta estructura el verb d'acció que es conjuga en participi passat.
| Persona      | Haver    |   | Verb  |
| ------------ | -------- | - | ----- |
| Jo           | hagí     |   | jugat |
| Tu           | hagueres |   | jugat |
| Ell / Ella   | hagué    | + | jugat |
| Nosaltres    | haguérem |   | jugat |
| Vosaltres    | haguéreu |   | jugat |
| Ells / Elles | hagueren |   | jugat |

El resultat final dona la regularitat següent:
| Persona      | Jugar          | Perdre          | Servir          |
| ------------ | -------------- | --------------- | --------------- |
| Jo           | haguí jugat    | haguí perdut    | haguí servit    |
| Tu           | hagueres jugat | hagueres perdut | hagueres servit |
| Ell / Ella   | hagué jugat    | hagué perdut    | hagué servit    |
| Nosaltres    | haguérem jugat | haguérem perdut | haguérem servit |
| Vosaltres    | haguéreu jugat | haguéreu perdut | haguéreu servit |
| Ells / Elles | hagueren jugat | hagueren perdut | hagueren servit |